# مونیخرایت لایمباخ
مونیخرایت لایمباخ (به آلمانی: Münichreith-Laimbach) یک منطقهٔ مسکونی در اتریش است که در ناحیه ملک واقع شده‌است. مونیخرایت لایمباخ ۱٬۶۸۷ نفر جمعیت دارد.